# Ходијерна од Триполија
Ходијерна од Триполија (1110—1164) била је војвоткиња од Триполија.

## Биографија
Била је трећа од 4 кћерке једног краља и јерменијске принцезе. Њих 4 сестре су биле блиске, једну је чак замолила да убије једног њеног чувеног политичког непријатеља, који је дошао да преузме Триполи, а заузврат је била на страни њене сестре када се један њен син против ње побунио. У то време је Ходијерна била усред сукоба са својим мужем, будући да је била врло независна, а њен муж веома љубоморан. Помирили су се на крају, под условом да се Ходијерна врати на неко време у Јерусалим са сестром. Чим је напустила Триполи, њеног мужа су убили, а она се одмах вратила да успостави власт за њеног сина.
Њена кћерка Мелисанда је требало да се уда за византијског цара Манојла I Комнина, међутим цар је сазнао да она можда није законско дете, па се уместо тога оженио другом.
Према легендарној Види трубадура Жофреа Рудела, легенда о њеној лепоти га је натерала да учествује у Другом крсташком походу и види је. Легенда даље говори како се на броду разболео и ступио на копно Триполија на одру. Она је сишла из свог замка и он је умро у њеном наручју. Због ове романтичне легенде, постала је инспирација каснијих, модерних песника и писаца, посебно у доба Романтизма.

## Породично стабло
|  |                            |  |  |  |  |  |  |  |  |  |  |  |  |  |  |  |
|  | 2. Балдуин II Јерусалимски |  |  |  |  |  |  |  |  |  |  |  |  |  |  |  |
|  |                            |  |  |  |  |  |  |  |  |  |  |  |  |  |  |  |
|  |                            |  |  |  |  |  |  |  |  |  |  |  |  |  |  |  |
|  | 1. Ходијерна од Триполија  |  |  |  |  |  |  |  |  |  |  |  |  |  |  |  |
|  |                            |  |  |  |  |  |  |  |  |  |  |  |  |  |  |  |
|  |                            |  |  |  |  |  |  |  |  |  |  |  |  |  |  |  |
|  | 3. Морфија од Мелитене     |  |  |  |  |  |  |  |  |  |  |  |  |  |  |  |
|  |                            |  |  |  |  |  |  |  |  |  |  |  |  |  |  |  |
|  |                            |  |  |  |  |  |  |  |  |  |  |  |  |  |  |  |